# Adirondack Red
Adirondack Red est une variété de pomme de terre à chair rouge créée aux États-Unis en 2004.
C'est un hybride né d'un croisement de clones de sélection ('N40-2' x 'Q155-3') réalisé en 1994 au Collège d'agriculture et des sciences de la vie de l'université Cornell par les sélectionneurs Robert L. Plaisted, Ken Paddock et Walter De Jong

## Description
C'est une variété inhabituelle car elle a à la fois la peau et la chair de couleur rouge, et a une teneur élevée en anti-oxydants. 
La plante, au feuillage vert foncé, aux fleurs rouge-pourpre, a un port étalé, semi-dressé. C'est une variété de précocité moyenne, à rendement moyen à élevé.
Les tubercules sont longs, légèrement aplatis, à peau rouge violacé, avec des yeux peu enfoncés, et à chair rose à rouge.